# Theodor-Fontane-Schule (Brandenburg an der Havel)
Die Theodor-Fontane-Schule (auch Grundschule „Theodor Fontane“) ist eine staatliche Grundschule in der Stadt Brandenburg an der Havel. Die Grundschule wurde 1991 gegründet. Das Schulhaus der alten Bürgerschule ist als Baudenkmal geschützt. Die Schule ist nach dem Schriftsteller Theodor Fontane benannt.

## Geschichte

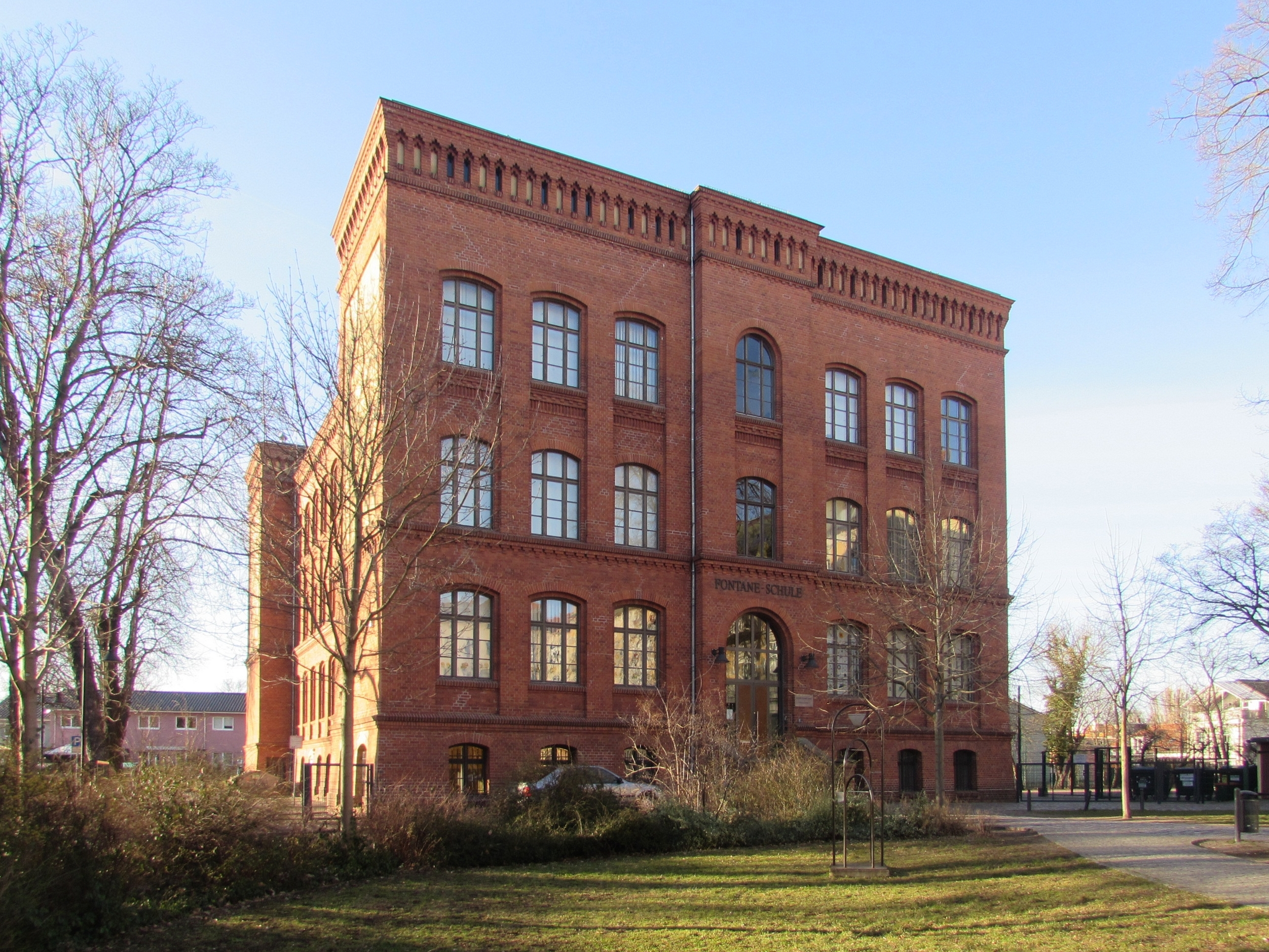
Das Schulhaus am Wredowplatz 2

1893 wurde das Schulhaus am Wredowplatz 2 in direkter Nachbarschaft zur Wredowschen Zeichenschule auf einem vormaligen Bauhof errichtet. In die neue Bürgerschule zogen Klassen, die zuvor in der Kleinen Münzenstraße untergebracht waren.
Nach dem Zweiten Weltkrieg wurde die Schule zu einer Oberschule, an der das Abitur abgelegt werden konnte. Die Schule wurde 1949 in Johann-Wolfgang-von-Goethe-Oberschule umbenannt, die in den 1950er Jahren zu einer Erweiterten Oberschule (EOS) unstrukturiert wurde.
Nach der politischen Wende wurde 1991 im neu gegründeten Land Brandenburg die Schullandschaft neu gestaltet. Die aus der DDR bestehenden Polytechnischen und Erweiterten Oberschulen wurden aufgelöst und es entstanden nach bundesdeutschem Vorbild Grund-, Real- und Gesamtschulen und Gymnasien. Aus der vorherigen Polytechnischen Oberschule (POS) „Franz Ziegler“, einer Doppelschule, wurde eine Gesamtschule und eine Grundschule, die Theodor-Fontane-Grundschule, geschaffen, während die EOS „Johann-Wolfgang-von-Goethe“ am Wredowplatz Gymnasium wurde.
Da die Kapazitäten am von Saldern-Gymnasium, welches in der Stadt in zwei weit auseinander liegenden Schulgebäuden, neben dem Wredowplatz befand sich das zweite Schulgebäude auf der Dominsel, untergebracht war, nicht ausreichten, fand zum Ende des Schuljahres 1994/95 ein Tausch statt. Das Gymnasium zog in die Franz-Ziegler-Straße, die Grundschule an den Wredowplatz und die Gesamtschule auf die Dominsel. 2000 bis 2001 erfolgte eine umfassende Sanierung des Schulgebäudes der Theodor-Fontane-Grundschule. Für den Schulsport wird eine Sporthalle im Saldern-Gymnasium, für den Kunstunterricht die Wredowsche Zeichenschule mitgenutzt.

## Bauwerk
Das Schulhaus am Wredowplatz ist ein historistischer und unverputzter Backsteinbau. Das Gebäude ist dreistöckig und dreiflügelig. Im zum Wredowplatz ausgerichteten Kopfbau befindet sich in einem leicht vorspringenden Mittelrisalit das Portal. Es wird über eine achtstufige Freitreppe erreicht und ist rundbogig. Im zweiten Obergeschoss befindet sich im Mittelrisalit ein Rundbogenfenster. Die weiteren Fenster sind segmentbogig gestaltet. Diese sind in größere Blenden eingearbeitet, die im ersten und zweiten Obergeschoss beispielsweise über beide Stockwerke gehen. Das Kellergeschoss wird vom Untergeschoss durch ein schlichten Gurtgesims optisch getrennt. Ein weiteres Gesims trennt das Unter- vom unteren Obergeschoss. Dieses Gesims wird von Konsolen getragen. Beide Gesimse laufen verkröpft um die Kopfbauten und den Mittelbau. Am aufwändigsten sind die Kranzgesimse unterhalb der Traufe gestaltet. Das Dach ist ein flaches Walmdach.

## Schulbetrieb
Die Schule besuchen im Schuljahr 2014/15 etwa 320 Schüler. Kinder mit sogenannten Lern- oder Sinnesschwächen werden im gemeinsamen Unterricht von Lehrern und Sonderpädagogen betreut. Englisch wird ab der 1. Klasse als Begegnungssprache unterrichtet. Weitere Fremdsprachen sind Russisch und Französisch, die ab der 5. Klasse gelernt werden können.
Die Schule kooperiert mit den Sportvereinen SV 63 Brandenburg-West (Handball) und Sportfreunde Brandenburg 94 (Volleyball). Als Sportanlagen werden ein Kleinsportfeld, ein Großfeld mit Leichtathletikanlage, eine Dreifelderhalle und eine Sporthalle im Saldern-Gymnasium genutzt. Ein Spielplatz dient als zweiter Schulhof. Die Schule kooperiert mit fünf Horteinrichtungen in der Stadt. Regelmäßige Veranstaltungen sind ein Vorlesewettstreit, eine Mathematikolympiade, ein Herbstfest, ein Sprachenfest, ein Nikolausturnier und ein Adventsmarkt.

## Bekannte Lehrer
- Jens Riechers, zweimaliger Rugby-Union-Nationalspieler der DDR